# Gran Hotel
Gran Hotel é uma série de televisão espanhola de género misterioso e dramático, produzida pela Bambú Producciones, criada e dirigida por Ramón Campos, Gema R. Neira e Carlos Sedes para a sua emissão na Antena 3. Em Portugal, estreou no dia 1 de dezembro de 2014 através do canal por cabo SIC Mulher. No Brasil, estreou no dia 2 de março de  e foi exibida diariamente até 29 de abril de 2015 pelo canal pago +Globosat, já esteve disponível com nova dublagem entre 4 de Julho de 2018 até 1 de janeiro de 2021 no serviço de streaming Netflix. Atualmente pode ser assistida no serviço de streaming Paramount+, com sua terceira dublagem.

## Sinopse
Os acontecimentos passam-se em 1905. Julio Olmedo (Yon González), um jovem de origem humilde, chega até ao Gran Hotel, situado nas redondezas de uma aldeia chamada Cantaloa, para visitar a sua irmã Cristina (Paula Prendes) que trabalha no mesmo como encarregada de piso. Ali, Julio descobrirá que há mais de um mês que ninguém sabe nada dela (após ser expulsa do hotel por um suposto roubo a um cliente). Julio decide ficar como camareiro e investigar o seu desaparecimento. Deste modo irá conhecendo e criará uma relação com Alicia Alarcón (Amaia Salamanca), uma das filhas de Dona Teresa (Adriana Ozores), a proprietária do hotel. Alicia lhe ajudará nas suas investigações junto com Andrés (Llorenç González), um humilde camareiro filho da governanta do hotel (Concha Velasco) com quem cria uma grande amizade. Entre Julio e Alicia nasce algo mais que amizade, mas a diferença de classes lhes colocará muitas dificuldades na sua relação. Juntos irão descobrindo mentiras e segredos zelosamente guardados entre as paredes do Gran Hotel.

## Equipa técnica
Ramón Campos e Teresa Fernández-Valdés estão por detrás da produção executiva desta série devido a isso reuniram de novo a equipa criadora de seus principais êxitos: o Gestor de projeto Carlos Sedes, o diretor de fotografia Jacobo Martín, o músico Lucio Godoy e os guionistas Gema R. Neira e Eligio R. Montero. Gran Hotel conta com Juan José Luna como assessor histórico, conservador chefe do Museu do Prado.

## Cenários

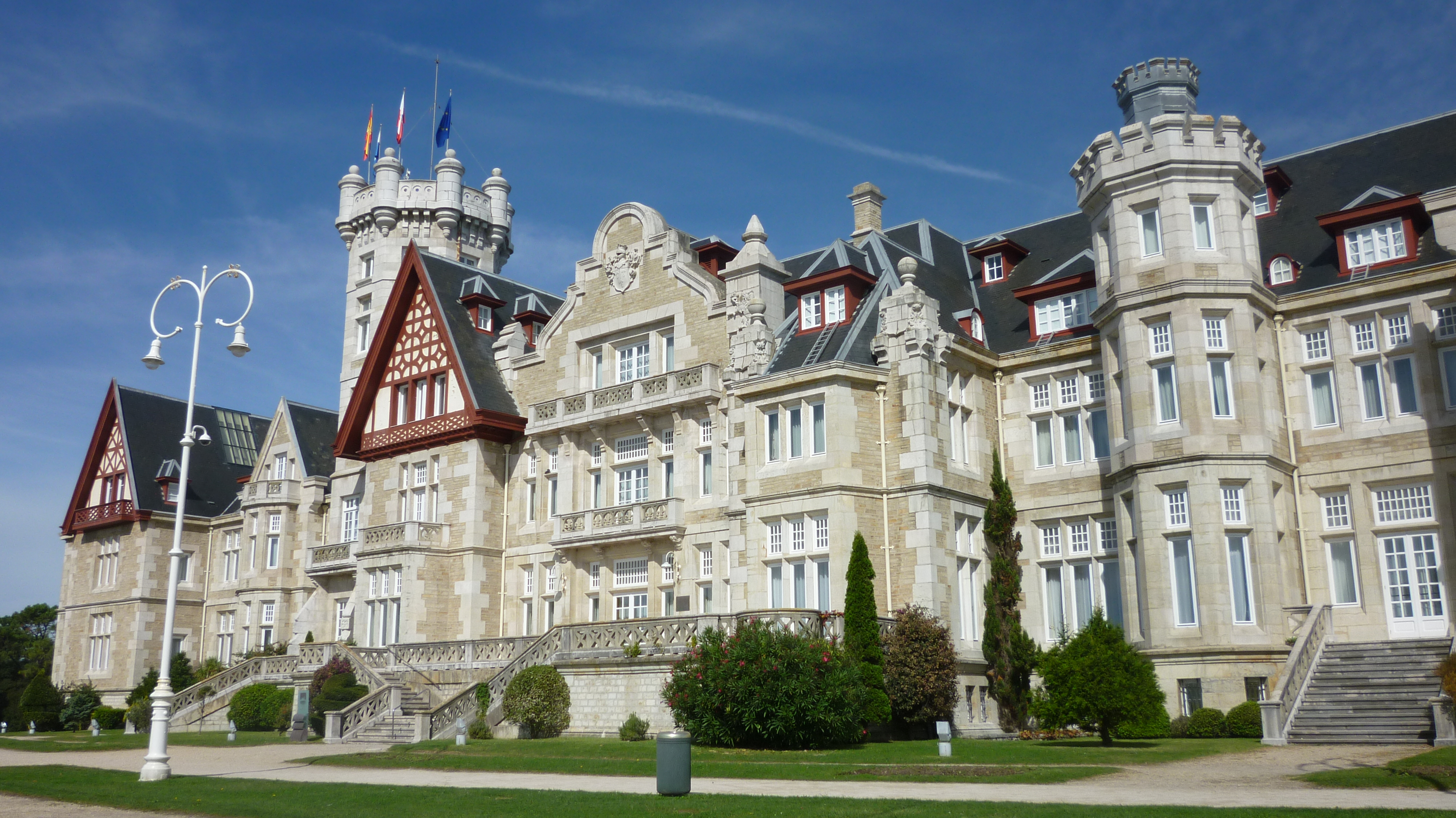
O Palácio da Magdalena situado em Santander, Cantábria, é o cenário principal de «Gran Hotel».

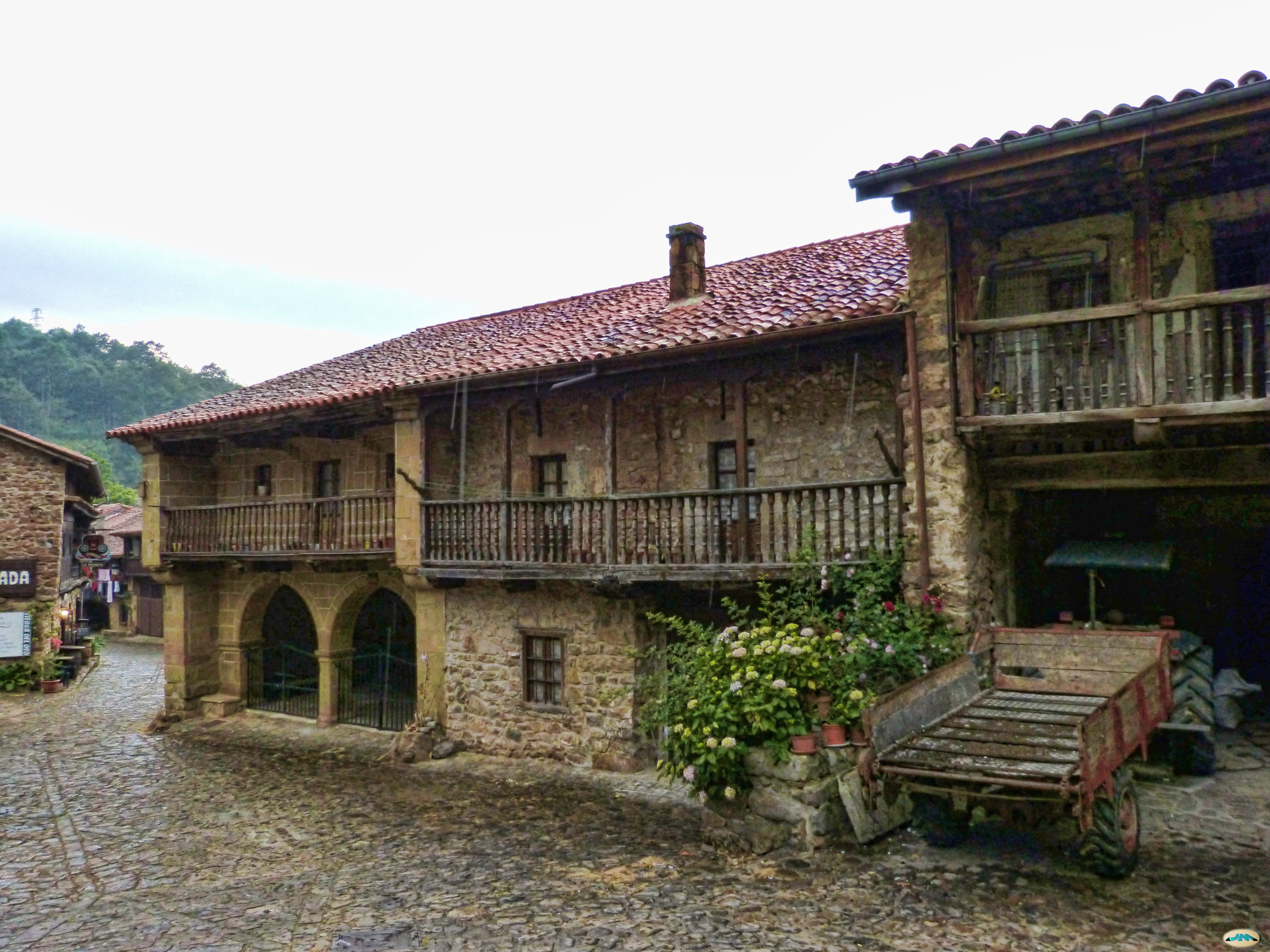
Vista de Bárcena Mayor, a aldeia da Cantábria que dá vida a Cantaloa.

A série foi filmada exteriormente com os cenários de "O Palácio da Magdalena" de Santander. Outros locais na mesma região de Cantábria são da aldeia de Bárcena Mayor, onde acontece a ação do povo de Cantaloa, ou as praias de Liencres e Mataleñas.

## Elenco
| Ator/Atriz         | Personagem                                    |
| ------------------ | --------------------------------------------- |
| Adriana Ozores     | Teresa Aldecoa, viúva de Alarcón              |
| Amaia Salamanca    | Alicia Alarcón Aldecoa                        |
| Yon González       | Julio Olmedo                                  |
| Concha Velasco     | Ángela Salinas, viúva de Cernuda              |
| Eloy Azorín        | Javier Alarcón Aldecoa                        |
| Luz Valdenebro     | Sofía Alarcón Aldecoa de Vergara              |
| Pedro Alonso       | Adrián Vera Celande/Diego Murquía             |
| Pep Antón Muñoz    | Horacio Ayala                                 |
| Llorenç González   | Andrés Alarcón Salinas/Andrés Cernuda Salinas |
| Fele Martínez      | Alfredo Vergara                               |
| Marta Larralde     | Belén Martín                                  |
| Antonio Reyes      | Hernando                                      |
| Manuel de Blas     | Benjamín Nieto                                |
| Asunción Balaguer  | Lady Ludivina                                 |
| Megan Montaner     | Maite Ribelles                                |
| Lluis Homar        | Samuel Arriaga/Jesús Manzanos Cisneros        |
| Marta Hazas        | Laura Elvira Montenegro Rovinia               |
| Dión Córdoba       | Mateo                                         |
| Kiti Manver        | Elisa de Vergara                              |
| Iván Morales       | Sebastián                                     |
| Paula Prendes      | Cristina Olmedo                               |
| Jordi Bosch        | Carlos Alarcón                                |
| Víctor Clavijo     | Fernando Llanes/Angel Alarcón                 |
| Cristina Brondo    | Doña Beatriz                                  |
| Alfonso Bassave    | Gonzalo Alarcón                               |
| Juan Luis Galiardo | Ernesto                                       |
| Andrea Trepat      | Camila                                        |
| Marian Arahuetes   | Isabel                                        |
| Roger Coma         | Padre Grau                                    |
| Marta Calvó        | Mercedes Rovinia                              |
| Lydia Bosch        | Violeta Salinas                               |
| Silvia Marsó       | Adriana                                       |
| Olga Alamán        | Marta Santos Vera Celande                     |

## Episódios
| Temporada | Temporada | Episódios | Episódios | Originalmente exibido | Originalmente exibido  | Audiência média        | Audiência média |
| Temporada | Temporada | Episódios | Episódios | Estreia da temporada  | Final da temporada     | Espectadores (milhões) | Quota           |
| --------- | --------- | --------- | --------- | --------------------- | ---------------------- | ---------------------- | --------------- |
|           | 1         | 9         | 9         | 4 de outubro de 2011  | 6 de dezembro de 2011  | 3.39                   | 18,5%           |
|           | 2         | 8         | 8         | 3 de outubro de 2012  | 21 de novembro de 2012 | 2.80                   | 14,7%           |
|           | 3         | 22        | 22        | 22 de janeiro de 2013 | 25 de junho de 2013    | 2.64                   | 14,0%           |

- Em sua transmissão original, os episódios tinham uma duração de aproximadamente 70 minutos cada. Para a transmissão internacional, a Netflix reduziu todos os episódios para 45 minutos de duração e reeditou as temporadas, resultando em 14 episódios na 1ª temporada, 28 episódios na 2ª temporada (que inclui o primeiro terço da 3ª temporada original) e 24 episódios na 3ª temporada.

## Estreias internacionais
Gran Hotel é emitido em vários países. A série é a mesma mas foi dobrada em diferentes idiomas.
| País             | Canal de televisão                                                        | Data de estreia                         | Título                   |
| ---------------- | ------------------------------------------------------------------------- | --------------------------------------- | ------------------------ |
| França           | Téva M6                                                                   | 1 de junho de 2012 26 de agosto de 2013 | Grand Hôtel              |
| Reino Unido      | Sky Arts 2 HD                                                             | 18 de novembro de 2012                  | Grand Hotel              |
| Rússia           | Domashniy Sony Entertainment Television                                   | 11 de junho de 2012 18 de junho de 2013 | Gran Hotel (Гранд отель) |
| Turquia          | Sinema TV Aşk                                                             | 1 de abril de 2013                      | Grand Hotel              |
| Lituânia         | LNK                                                                       | 8 de junho de 2013                      | Viešbutis "Grand Hotel"  |
| Estónia          | Sony Entertainment Television                                             | 10 de julho de 2013                     | Grand Hotel              |
| Estónia          | Kanal11                                                                   | 24 de agosto de 2013                    | Hotell Grand             |
| Venezuela        | Televen                                                                   | novembro de 2013                        | Gran Hotel               |
| Alemanha         | Sony Entertainment Television A partir de 4.2.2014 no novo Disney Channel | 8 de outubro de 2013                    | Grand Hotel              |
| Polónia          | AXN White                                                                 | 12 de outubro de 2013                   | Grand Hotel              |
| Servia           | RTS                                                                       | 2014                                    | Veličasten hotel         |
| Montenegro       | RTCG                                                                      | 14 de abril de 2014                     | Velicanstven hotel       |
| República Srpska | RTRS                                                                      | 25 de agosto de 2014                    | Гранд хотел              |
| Portugal         | SIC Mulher                                                                | 1 de dezembro de 2014                   | Grande Hotel             |
| Brasil           | Mais Globosat                                                             | 2 de março de 2015                      | Grande Hotel             |
| Brasil           | Netflix                                                                   | 2018                                    | Gran Hotel               |
| Brasil           | Paramount+                                                                | 2022                                    | El Gran Hotel            |

## Prémios e nomeações
- Prémios Ondas:

| Ano                | Categoria                                     | Premiado       | Resultado |
| ------------------ | --------------------------------------------- | -------------- | --------- |
| Prémios Ondas 2012 | Melhor intérprete feminina em ficção nacional | Concha Velasco | Venceu    |

- Prémios Iris:

| Ano               | Categoria                                         | Premiado                       | Resultado |
| ----------------- | ------------------------------------------------- | ------------------------------ | --------- |
| Prémios Iris 2011 | Melhor programa de ficção                         | Melhor programa de ficção      | Indicado  |
| Prémios Iris 2011 | Melhor atriz                                      | Concha Velasco                 | Venceu    |
| Prémios Iris 2011 | Melhor diretor de fotografia e iluminador         | Jacobo Martínez                | Venceu    |
| Prémios Iris 2011 | Melhor diretor de arte e cenário                  | Carlos de Dorremochea          | Venceu    |
| Prémios Iris 2011 | Melhor maquilhagem, cabeleireiro e caracterização | Montse Boqueras e Mara Collazo | Indicado  |
| Prémios Iris 2012 | Melhor ficção                                     | Melhor ficção                  | Indicado  |
| Prémios Iris 2012 | Melhor atriz                                      | Adriana Ozores                 | Venceu    |
| Prémios Iris 2012 | Melhor director de arte e cenário                 | Carlos de Dorremochea          | Indicado  |

- Prémios TP de Oro:

| Ano                    | Categoria             | Premiado              | Resultado |
| ---------------------- | --------------------- | --------------------- | --------- |
| Prémios TP de Oro 2011 | Melhor série nacional | Melhor série nacional | Indicado  |
| Prémios TP de Oro 2011 | Melhor atriz          | Amaia Salamanca       | Indicado  |

- Prémios Fotogramas de Plata:

| Ano                      | Categoria                 | Premiado       | Resultado |
| ------------------------ | ------------------------- | -------------- | --------- |
| Fotogramas de Plata 2011 | Melhor ator de televisão  | Yon González   | Venceu    |
| Fotogramas de Plata 2012 | Melhor atriz de televisão | Concha Velasco | Indicado  |

- Prémios da Unión de Actores:

| Ano  | Categoria                              | Premiado       | Resultado |
| ---- | -------------------------------------- | -------------- | --------- |
| 2011 | Melhor atriz protagonista de televisão | Adriana Ozores | Indicado  |
| 2012 | Melhor atriz protagonista de televisão | Adriana Ozores | Venceu    |
| 2012 | Melhor atriz secundária de televisão   | Concha Velasco | Venceu    |
| 2012 | Melhor atriz secundária de televisão   | Luz Valdenebro | Indicado  |

- Prémios Zapping:

| Ano  | Categoria             | Premiado              | Resultado |
| ---- | --------------------- | --------------------- | --------- |
| 2011 | Melhor série nacional | Melhor série nacional | Indicado  |
| 2012 | Melhor ator           | Fele Martínez         | Indicado  |
| 2012 | Melhor atriz          | Concha Velasco        | Venceu    |

- Festival de Televisión y Radio de Vitória:

| Ano  | Categoria                                            | Resultado |
| ---- | ---------------------------------------------------- | --------- |
| 2012 | Prémio 'Pasión de Críticos' ao Melhor produto do ano | Venceu    |

- Festival de Cine y Televisión Camino de Santiago:

| Ano  | Categoria                                          | Resultado |
| ---- | -------------------------------------------------- | --------- |
| 2013 | Prémio Estela à Melhor série de televisão nacional | Venceu    |

## Produtos oficiais da série

### DVD/Blu-ray
- Gran Hotel: Primera temporada. Contém os nove episódios da temporada e uns extras inéditos.
- Gran Hotel: Segunda temporada. Saiu à venda a 2 de janeiro de 2013. Contém os oito episódios da temporada e uns extras inéditos.[14]
- Gran Hotel: Tercera temporada. Contém os restantes episódios da série e uns extras inéditos. Saiu à venda a 28 de agosto de 2013.

### Livros
- El secreto de Ángela. É uma novela escrita por María López Castaño, que narra a vida de Ángela, personagem que interpreta Concha Velasco, o seu amor com don Carlos Alarcón e os começos do assassino da faca de ouro. Está baseada na idea original de Ramón Campos.[15] Saiu à venda a 8 de novembro de 2012.